# Битка при Метавър
Битката при Метаур или Битката при Метавър (Metaurus) се провежда през 207 пр.н.е. при река Метаур или Метавър, при Сена Галика (Сенигалия), южно от Ариминум (днес Римини, регион Марке в Северна Италия) по време на Втората пуническа война между Римската република и Картаген.
Картагенският генерал Хасдрубал Барка губи битката и живота си в сражението против римските легиони на управляващите консули Гай Клавдий Нерон и Марк Ливий Салинатор. Главата на Хасдрубал Барка е изпратена на брат му Ханибал.